# Jesolo
Jesolo er en by og kommune i det nordlige Italien beliggende ud mod Adriaterhavet ca. 16 km nordøstligt for Venedig.
I romertiden dækkede den nærliggende lagune byens område. Der var dog opbygget en mindre by, Equilium, på pæle. Området blev oversvømmet adskillige gange, men omkring det 15. århundrede kunne opbygges en by på mere fast grund. Det var dog først i det 17. århundrede hvor adskillige dæmninger og omløb skabte de nuværende kystlinjer.
Fra 1960'erne og frem er byen blevet en turistmagnet takket være kystlinjen med 15 km strand. Det har før tiltrukket op til 6 mio. turister om året. Da dette tal er faldende forsøger man at renovere og modernisere både byen og kystlinjen med et stort anlagt projekt Jesolo City Beach 2012.